# Amorphostigma auricolor
Amorphostigma auricolor är en trollsländeart som beskrevs av Fraser 1927. Amorphostigma auricolor ingår i släktet Amorphostigma och familjen dammflicksländor. Inga underarter finns listade i Catalogue of Life.